# Lijst van voetbalinterlands Cookeilanden - Fiji
Deze lijst van voetbalinterlands is een overzicht van alle officiële voetbalwedstrijden tussen de nationale teams van de Cookeilanden en Fiji. De landen hebben tot op heden drie keer tegen elkaar gespeeld. De eerste ontmoeting was een wedstrijd tijdens de OFC Nations Cup 1998 op 30 september 1998 in Brisbane (Australië). Het laatste duel vond plaats op 3 september 2011 in Nouméa (Nieuw-Caledonië), tijdens de Pacific Games 2011.

## Wedstrijden
| № | Plaats   | Datum             | Competitie           | Wedstrijd           | Uitslag |
| - | -------- | ----------------- | -------------------- | ------------------- | ------- |
| 1 | Brisbane | 30 september 1998 | OFC Nations Cup 1998 | Fiji − Cookeilanden | 3 − 0   |
| 2 | Apia     | 27 augustus 2007  | WK 2010 kwalificatie | Fiji − Cookeilanden | 4 − 0   |
| 3 | Nouméa   | 3 september 2011  | Pacific Games 2011   | Cookeilanden − Fiji | 1 − 4   |

## Samenvatting
| Competitie      | Totaal gespeeld | Winst Cookeilanden | Gelijk | Winst Fiji | Doelsaldo Cookeilanden – Fiji |
| --------------- | --------------- | ------------------ | ------ | ---------- | ----------------------------- |
| WK-kwalificatie | 1               | 0                  | 0      | 1          | 0 − 4                         |
| OFC Nations Cup | 1               | 0                  | 0      | 1          | 0 − 3                         |
| Pacific Games   | 1               | 0                  | 0      | 1          | 1 − 4                         |
| Totaal          | 3               | 0                  | 0      | 3          | 1 − 11                        |

CIFA · 
Cookeilands vrouwenelftal
Interlands
Tegenstander:
Amerikaans-Samoa ·
Australië ·
Fiji ·
Nieuw-Caledonië ·
Nieuw-Zeeland ·
Papoea-Nieuw-Guinea ·
Salomonseilanden ·
Samoa ·
Tahiti ·
Tonga ·
Vanuatu
FFA · A-internationals · Fijisch vrouwenelftal
1950 – 1959 · 
1960 – 1969 · 
1970 – 1979 · 
1980 – 1989 · 
1990 – 1999 · 
2000 – 2009 · 
2010 – 2019 ·
2020 − 2029
Amerikaans-Samoa ·
Australië ·
China ·
Cookeilanden ·
Estland ·
Filipijnen ·
Hongkong ·
India ·
Indonesië ·
Maleisië ·
Mauritius ·
Mexico ·
Nieuw-Caledonië ·
Nieuw-Zeeland ·
Papoea-Nieuw-Guinea ·
Salomonseilanden ·
Samoa ·
Singapore ·
Tahiti ·
Taiwan ·
Tonga ·
Vanuatu